# 공익채널
공익채널은 방송의 지나친 상업화를 막고 공익성을 확보하기 위해 지정된 채널로서, 방송제공사업자들은 의무적으로 공익채널을 운영하여야 한다. 2005년부터 시작하였다. 각 분야마다 2010년부터 6개 분야 12개 채널이던 것이 3개 분야 9개 채널로 감소되었다., 2013년부터 장애인 복지 채널 1개가 독립적으로 분화되었다. 2019년까지 3개의 장르가 유지되면서 각 장르당 3개의 채널이 선정되어 있다(2019년은 10개) 
IPTV, 케이블, 위성 등 유료방송사업자들은 시행령 상 장르별 1개 이상의 채널만을 의무화 하고 있기 때문에 사실상 3개의 채널이 의무 편성 채널이다. 전체 400여 개 이상의 방송 채널 중 3개의 채널만 의무 전송 채널로서 방송의 공익성 확대에 별다른 효과를 거두지 못하고 형식적으로만 운영하고 있다는 있다는 정책적 비판을 받고 있다.

## 분야
사회 복지, 과학 · 문화진흥, 교육 지원 등 3개 분야 중 각 분야에서 1개 이상의 채널을 의무적으로 송출 하여야 하며, 장애인 복지 채널 1개가 추가되어 이것 역시 1개 이상의 채널을 송출해야 한다.

## 역대 지정 채널
| 연도      | 공익채널                           | 공익채널                           | 공익채널                              | 장애인 복지 채널 |
| 연도      | 사회복지 분야                      | 과학·문화진흥 분야                 | 교육지원 분야                         | 장애인 복지 채널 |
| --------- | ---------------------------------- | ---------------------------------- | ------------------------------------- | ---------------- |
| 2010      | 법률방송 육아방송 복지TV           | YTN 사이언스 아리랑 TV 극동아트    | EBS 플러스 1 EBS 플러스 2 EBS english |                  |
| 2011      | 한국직업방송 복지TV 육아방송       | 아리랑 TV YTN 사이언스 예술TV Arte | EBS 플러스 1 EBS 플러스 2 EBS english |                  |
| 2012      | 일자리방송 (JBS) 복지TV 육아방송   | 아리랑 TV YTN 사이언스 예술TV Arte | EBS 플러스 1 EBS 플러스 2 EBS english |                  |
| 2013      | 법률방송 한국직업방송 육아방송     | 아리랑 TV YTN 사이언스 예술TV Arte | EBS 플러스 1 EBS 플러스 2 EBS english | 복지TV           |
| 2014~2015 | 한국직업방송 육아방송 소상공인방송 | 아리랑 TV YTN 사이언스 예술TV Arte | EBS 플러스 1 EBS 플러스 2 EBS english | 복지TV           |